# Чуньань
Чуньа́нь (кит. упр. 淳安, пиньинь Chún'ān) — уезд города субпровинциального значения Ханчжоу провинции Чжэцзян (КНР).

## История
Во времена империи Хань в 208 году восточная часть уезда Шэсянь (歙县) была выделена в уезд Шисинь (始新县). Во времена империи Цзинь в 280 году появился уезд Суйань (遂安县). Во времена империи Суй уезд Шисинь. был в 589 году переименован в Синьань (新安县), а во времена империи Тан в 805 году — в Цинси (青溪县). Во времена империи Сун уезд Цинси в 1121 году получил название Чуньань.
После образования КНР в 1949 году был создан Специальный район Цзяньдэ (建德专区), и уезды Суйань и Чуньань вошло в его состав. В 1950 году он был расформирован, и оба уезда перешли в состав Специального района Цзиньхуа (金华专区). В 1954 году года Специальный район Цзяньдэ был воссоздан, и оба уезда вернулись в его состав. В ноябре 1958 года уезды Суйань был присоединён к уезду Чуньань. В декабре 1958 года Специальный район Цзяньдэ был расформирован, и уезд Чуньань вошёл в состав Специального района Цзиньхуа (金华专区).
В 1963 году уезд Чуньань перешёл под юрисдикцию властей Ханчжоу.

## Административное деление
Уезд делится на 11 посёлков и 12 волости.

## Экономика
На озере Цяньдаоху развит рыбный промысел.

## Достопримечательности
- Живописные острова на озере Цяньдаоху[3]